# إيرل كالدويل (صحفي)
إيرل كالدويل (بالإنجليزية: Earl Caldwell)‏ هو صحفي أمريكي، ولد في 1935.